# Kroj

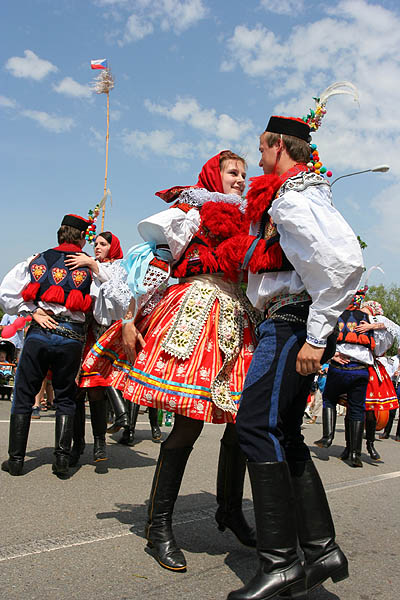
Kroje tradicionais vestidos em Velčanov (Morávia, Chéquia)

O kroj (plural: kroje) é um traje tradicional vestido pelos checos e eslovacos. De designs complexos e mangas bufantes a ternos elegantes, os kroje são um componente vital da arte popular tcheca.
A influência gótica deixa-se ver nos chales atados e os lenços na cabeça. Dobras finas e pescoços de encaixe franzidos qualificam era-a do renascimento.